# Robert Ridgway
Robert Ridgway (2. července 1850 – 25. března 1929) byl americký ornitolog zabývající se především systematikou ptáků. V roce 1880 byl jmenován prvním kurátorem ornitologických sbírek dnešního Smithsonova institutu, tuto pozici zastával až do své smrti. V roce 1883 spoluzaložil Americkou ornitologickou společnost (anglicky American Ornithologists' Union), v níž působil jako referent a redaktor vědeckého časopisu. Ridgway byl plodný deskriptivní taxonom a své celoživotní dílo završil osmisvazkovou monografií The Birds of North and Middle America z let 1901–1919. V počtu severoamerických druhů ptáků, které pro vědu popsal, neměl během svého života konkurenci. Odborné texty Ridgway doplňoval vlastními malbami a náčrty. Je rovněž autorem dvou knih, A Nomenclature of Colors for Naturalists (1886) a Color Standards and Color Nomenclature (1912), jež systematizovaly názvy barev pro popis ptáků a využívají se i v současné ornitologii.